# Wohnhäuser Schwachhauser Ring 6 bis 16

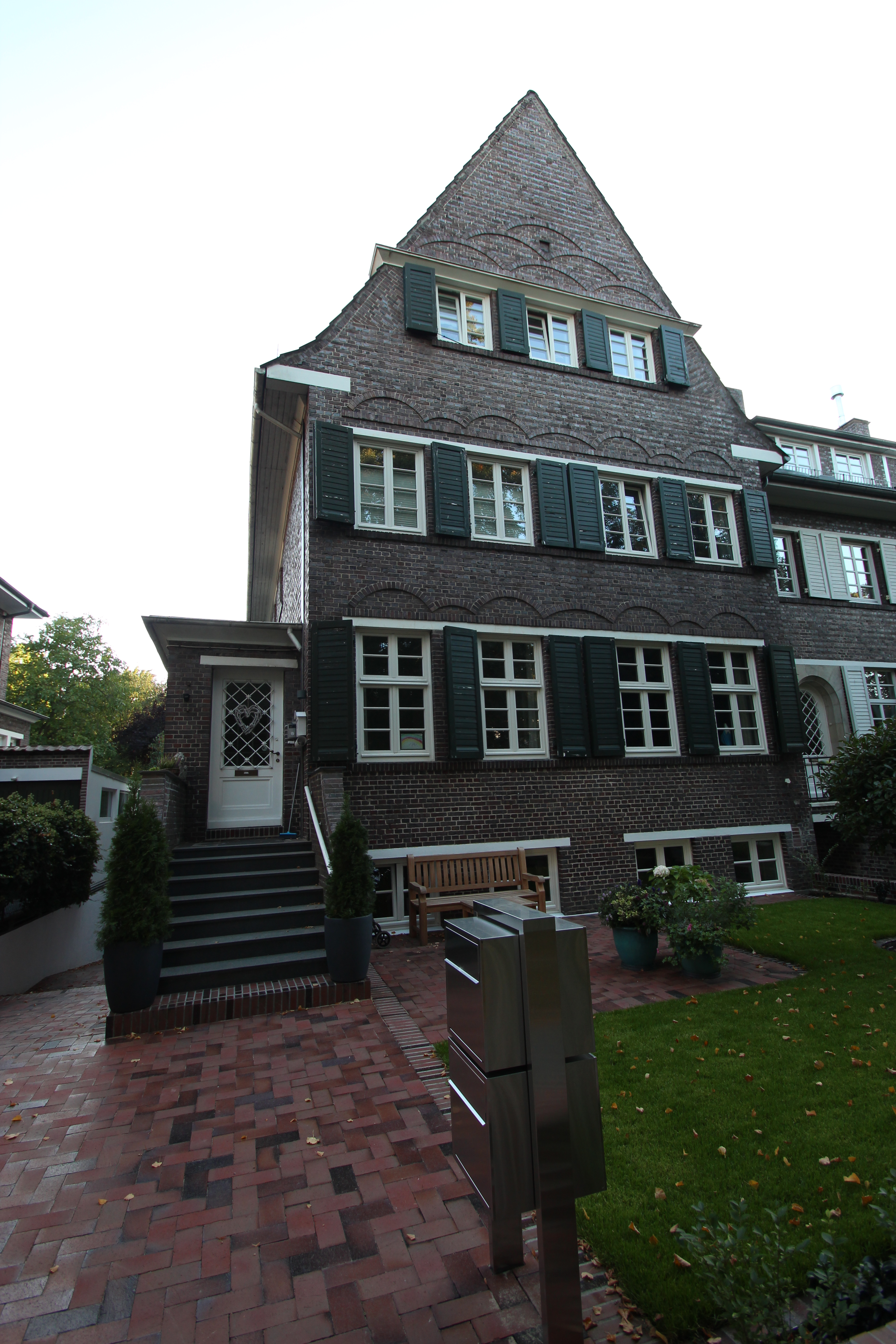
Nr. 6

Die Wohnhäuser Schwachhauser Ring 6 bis 16 in Bremen-Schwachhausen, Ortsteil Schwachhausen, Schwachhauser Ring, stammen von 1925. 
Die Bauwerke stehen seit 2019 unter Bremischem Denkmalschutz.

## Geschichte

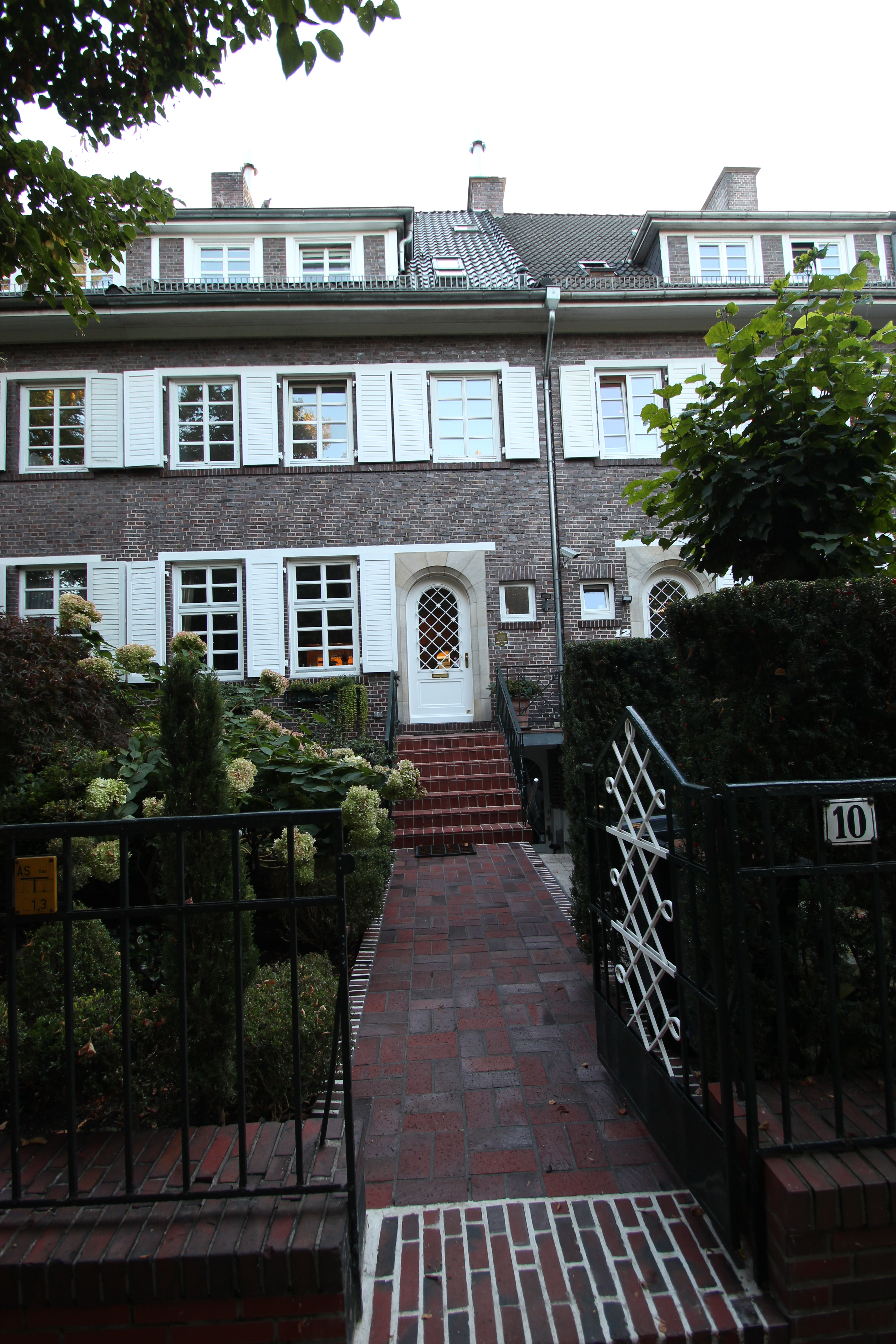
Nr. 10

Die zweigeschossigen verklinkerten Reihenhäuser mit betonten Eckausbildungen, Sockelgeschoss und Walmdach wurden 1925 nach Plänen von Alfred Runge und Eduard Scotland auf eigene Rechnung beider Architekten an der Ringstraße gebaut. Die Hausgruppe variiert die Bauform des Bremer Hauses ohne das hinten herkömmliche abgesenkte Terrainniveau.
Das Landesamt für Denkmalpflege Bremen befand: „Die in sich abgeschlossene, harmonische Baugruppe wird durch die beiden seitlich abschließenden, in der Grundfläche etwas größeren Eckbauten seitlich begrenzt, die nicht nur durch ihre Vierachsigkeit im Vergleich zu den vier dreiachsigen Binnenhäusern der Gruppe auffallen, sondern auch durch die Ausbildung eines risalitartigen Vorsprungs im Grundriss sowie eines steilen Giebels anstelle des einfachen Traufdachs der übrigen Häuser.“
Auch die beiden denkmalgeschützten Wohnhäuser Schwachhauser Ring 2 und 4 von 1925 bis 1927 im Heimatstil stammen von den Architekten. Scotlands und Runges bekannteste Bauten aus dieser Zeit stehen in der Böttcherstraße in Bremen (Haus der Sieben Faulen, Haus St. Petrus und Haus des Glockenspiels).

## Literatur

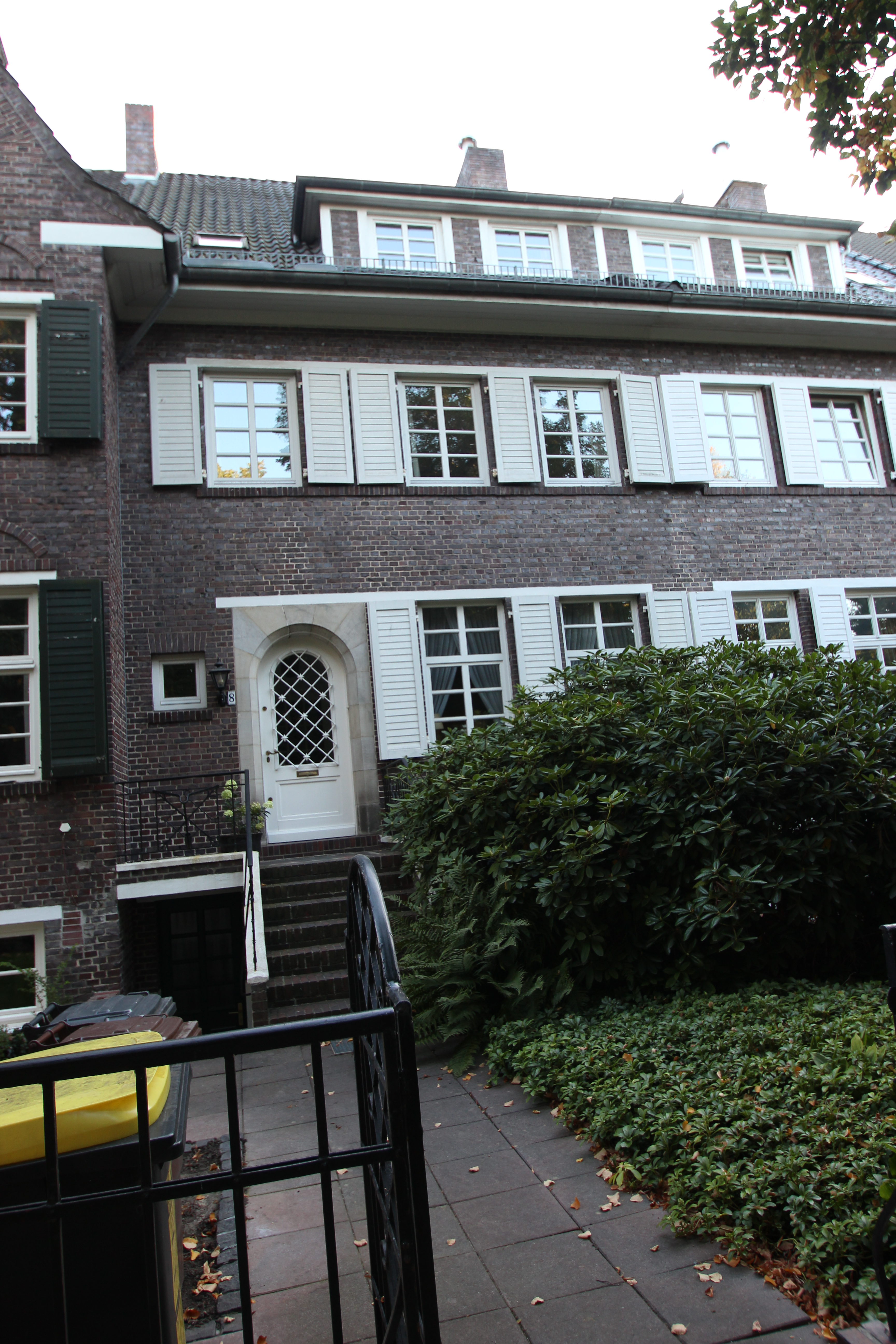
Nr. 8
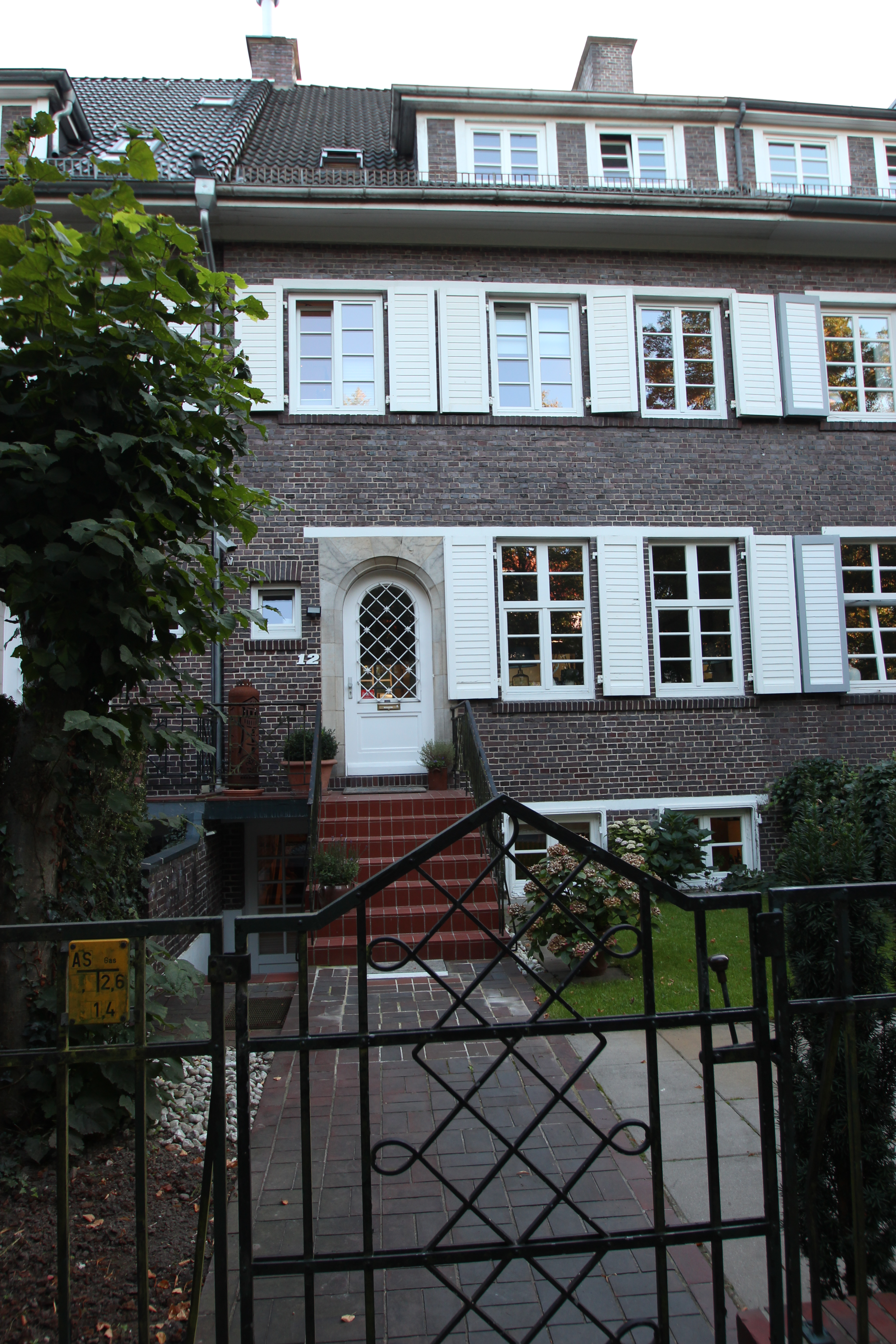
Nr. 12
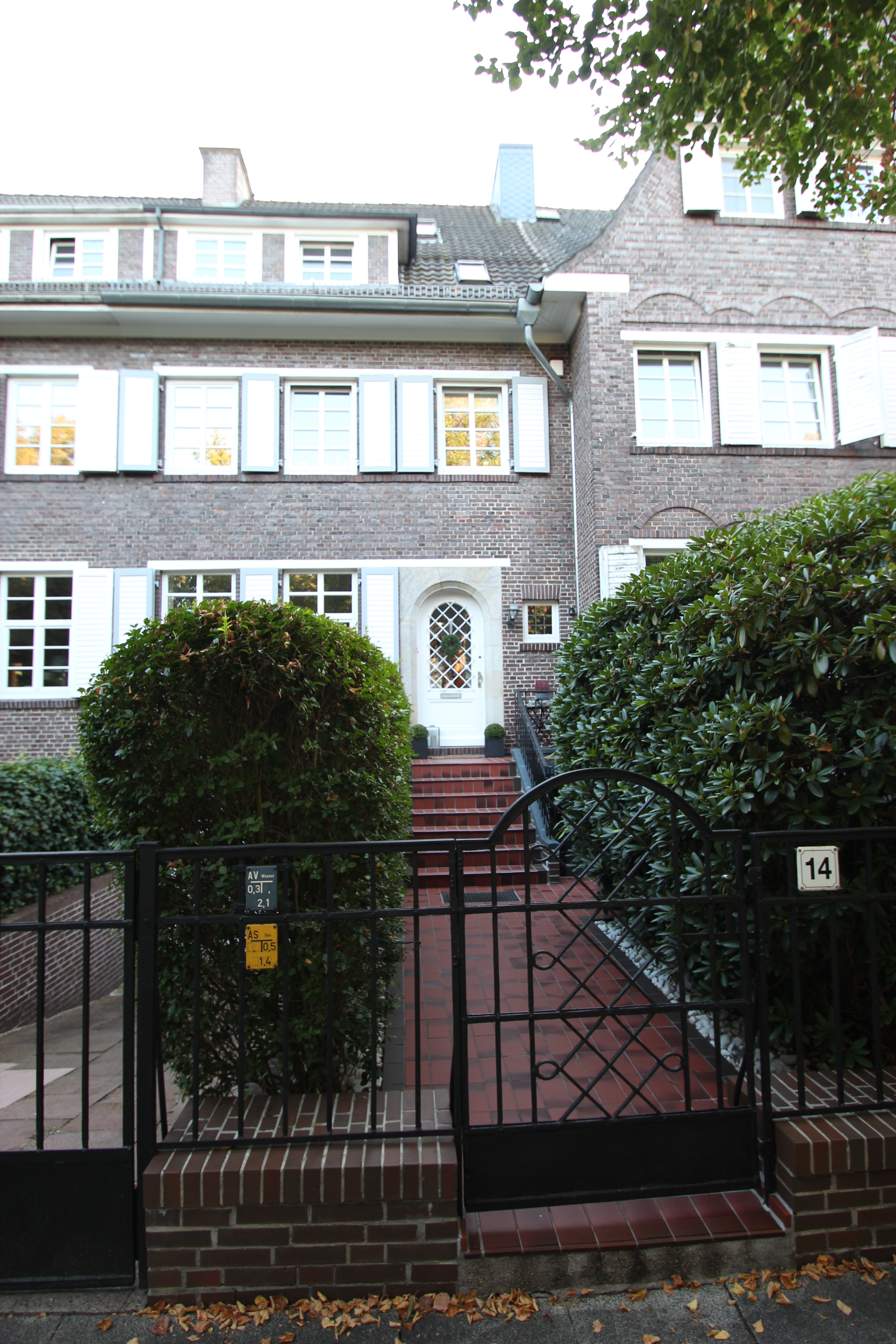
Nr. 14
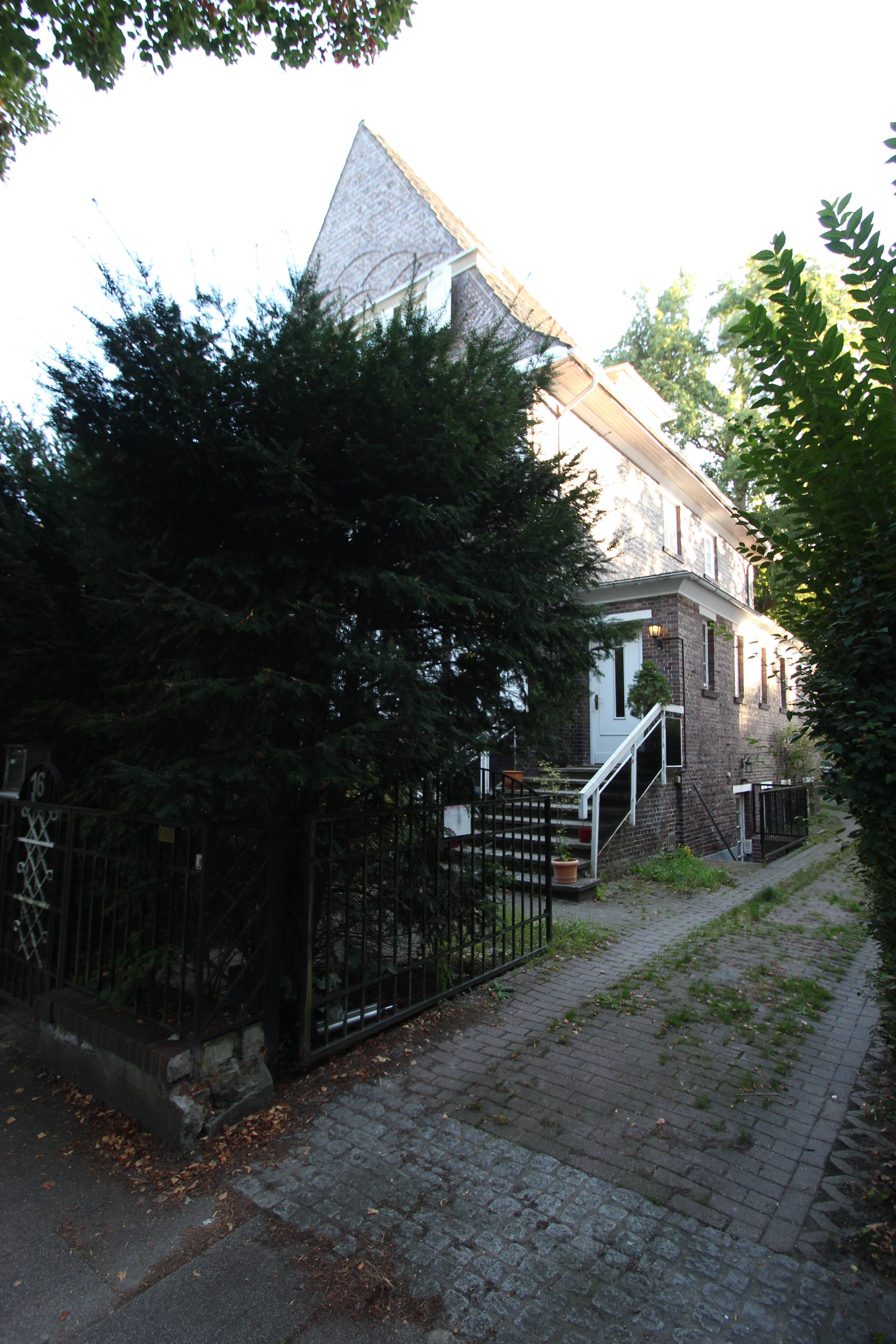
Nr. 16